# Patricia Bergquist
Dame Patricia Rose Bergquist DBE (geboren als Patricia Rose Smyth am 10. März 1933 in Devonport, Auckland; gestorben am 9. September 2009 in Auckland), war eine neuseeländische Zoologin. Ihr Forschungsschwerpunkt lag im Bereich der Anatomie und Taxonomie der Schwämme (Porifera), zu denen sie zahlreiche grundlegende Arbeiten schrieb und zahlreiche neue Taxa beschrieb. Am Ende ihres Lebens war sie emeritierte Professorin für Zoologie und Honorarprofessorin für Anatomie an der University of Auckland.

## Biografie

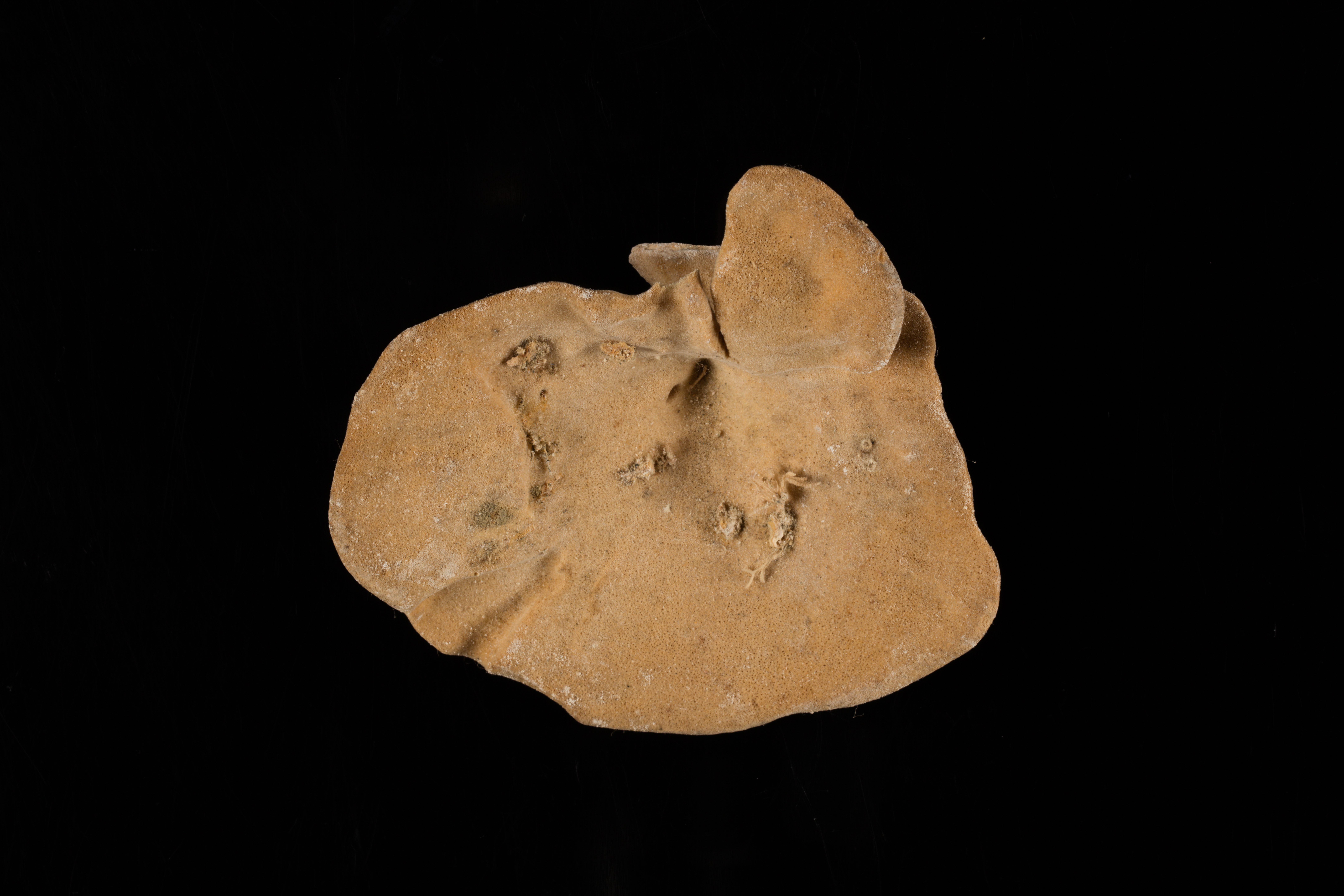
Cymbastela tricalyciformis (Bergquist, 1970)

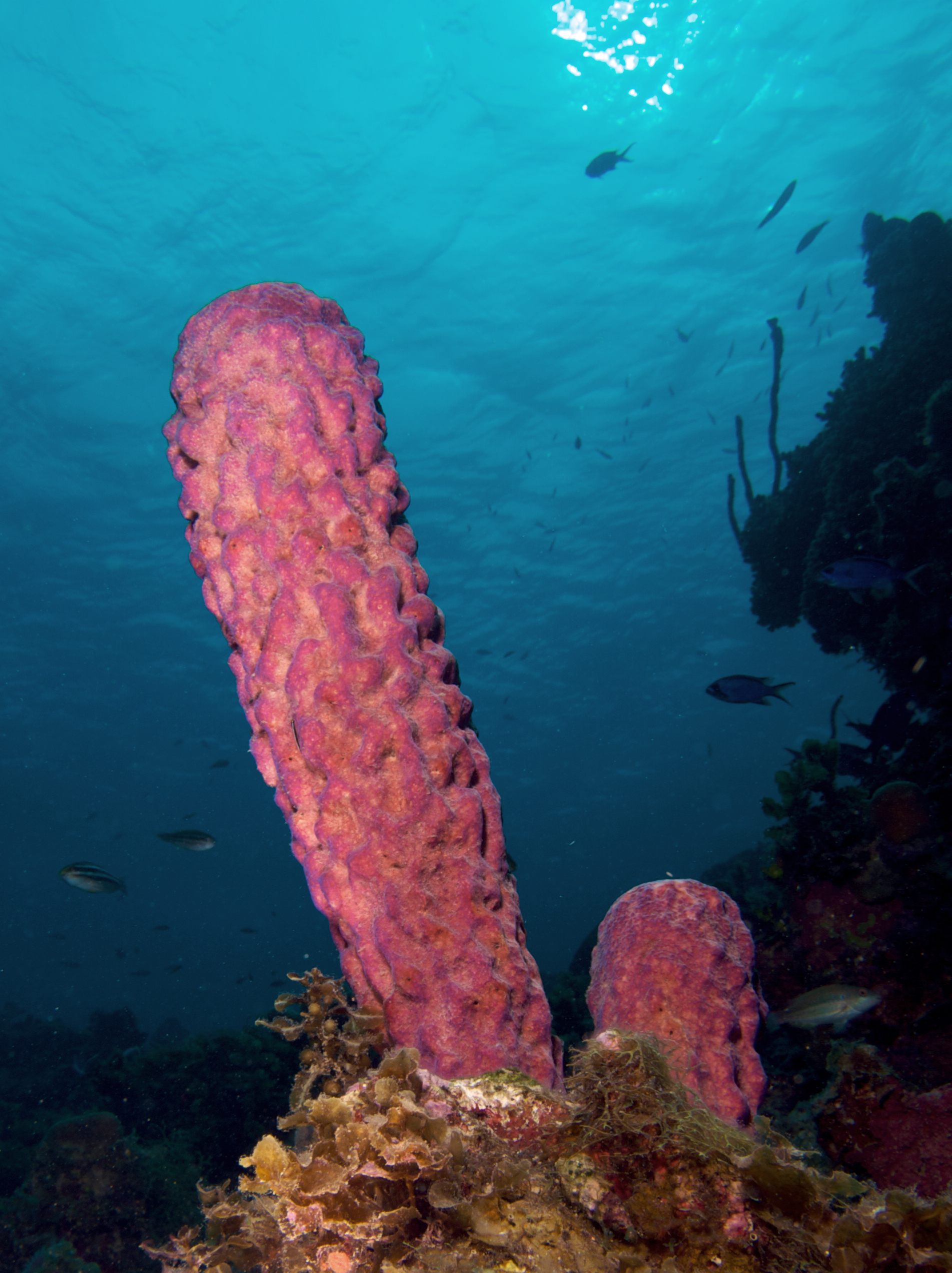
Aplysina archeri, Vertreter der Verongiida Bergquist, 1978

Patricia Rose Smyth wurde 1933 in Devonport, einer Vorstadt von Auckland, geboren. Sie war die Tochter des Elektrikers William Smyth und dessen Frau Bertha Ellen Smyth, geborene Penny. Sie hatte einen jüngeren Bruder, Norman, und eine Schwester, Catherine. Sie ging auf die Grundschule von Devonport und danach auf die Takapuna Grammar School. Nach der Schulausbildung studierte sie ab 1950 am Auckland University College und schloss das Studium 1956 als MSc mit besonderer Auszeichnung im Fach Botanik ab. Ihre Abschlussarbeit befasste sich mit den in Neuseeland verbreiteten Loxsomataceae. Nach Beendigung ihres zweiten Master-Studiengangs mit Schwerpunkt Zoologie arbeitete sie an der Universität an ihrer Doktorarbeit über die Taxonomie der Schwämme (Porifera), betreut von William Roy McGregor und John Morton. 1961 wurde sie für die Arbeit mit dem Titel The Demospongiae of New Zealand — systematics, distribution and relationships promoviert und war damit die erste Person mit einem Doktortitel der University of Auckland.
1958 heiratete sie den Molekularbiologen Peter Bergquist; das Paar hatte eine Tochter. Nach ihrer Promotion studierte Patricia Bergquist in Übersee, zunächst an der Yale University, wo sie ihr taxonomisches Fachwissen vertiefte, bevor sie nach Neuseeland zurückkehrte und an der University of Auckland in den Bereichen Anatomie, Taxonomie und Zoologie lehrte und forschte. Sie konzentrierte sich dabei vor allem auf die marinen Schwämme und vertrat die Auffassung, dass hier ein stabiler Rahmen für eine übergeordnete Klassifizierung fehle, der die Anerkennung von Gattungsverhältnissen ermöglichen und die Beschreibung neuer Arten erleichtern würde. Als Bergquist einen persönlichen Lehrstuhl an der Universität von Auckland erhielt, war sie die erste Frau an dieser Universität in dieser Position.
1967 veröffentlichte sie gemeinsam mit Mary E. Sinclair ihre Arbeit The Morphology and Behaviour of Larvae of Some Intertidal Sponges (deutsch: Die Morphologie und das Verhalten von Larven einiger Schwämme im Gezeitenbereich) im New Zealand Journal of Marine and Freshwater Research. 1979 verlieh ihr die University of Auckland den Titel „Doctor of Science“ auf der Basis ihrer wissenschaftlichen Arbeit. 1982 wurde sie Fellow der Royal Society of New Zealand und 1989 bekam sie die Hector Memorial Medal der Royal Society of New Zealand. 1994 wurde sie für ihre Forschung zur Dame Commander of the Order of the British Empire ernannt.
Patricia Bergquist starb am 9. September 2009 in Auckland im Alter von 76 Jahren an den Folgen von Brustkrebs.

## Dedikationsnamen
Mehrere Arten von Schwämmen wurden zu Ehren von Patricia Bergquist benannt, darunter Xestospongia bergquistia Fromont, 1991, Tethya bergquistae Hooper, 1994, Acarnus bergquistae Van Soest, Hooper & Hiemstra, 1991 Plakortis bergquistae Muricy, 2011 und Phyllospongia bergquistae Wahab & Fromont, 2020.

## Belege
1. 1 2 3 4 5 6 7  Louise F.B. Nicholson: Patricia Rose Bergquist (1933–2009), Nachruf auf der Seite der Royal Society of New Zealand, abgerufen am 2. Dezember 2022.
2. ↑  Patricia Bergquist auf der Website der Royal Society Te Apārangi im Projekt 150 women in 150 words, abgerufen am 2. Dezember 2022.
3. ↑  Patricia R. Bergquist: The Demospongiae of New Zealand-Systematics, distribution and relationships. 1961 (auckland.ac.nz [abgerufen am 15. Mai 2023] ResearchSpace@Auckland).
4. ↑  Peter Bergquist auf der Website des Office of the Governor-General, 29. August 2012, abgerufen am 2. Dezember 2022.
5. 1 2  Alister Taylor, Deborah Coddington: Honoured by the Queen – New Zealand. In: New Zealand Who’s Who Aotearoa, Auckland 1994, S. 65, ISBN 0-908578-34-2
6. ↑  The London Gazette vom 30. Dezember 1993, abgerufen am 2. Dezember 2022.
7. ↑  Atlas of Living Australia: Species: Tethya bergquistae. In: bie.ala.org.au. Abgerufen am 2. Dezember 2022 (australisches Englisch).
8. ↑  Atlas of Living Australia: Species: Acarnus bergquistae. In: bie.ala.org.au. Abgerufen am 2. Dezember 2022 (australisches Englisch).
9. ↑  Australian Faunal Directory: Plakortis bergquistae. In: biodiversity.org.au. Abgerufen am 2. Dezember 2022 (englisch).